# エドワード・ベルガー
エドワード・ベルガー（Edward Berger, 1970年 - ）は、ドイツの映画監督、脚本家。
ヴォルフスブルク出身。ブラウンシュヴァイク美術大学で学んだ後、ニューヨーク大学ティッシュ・スクール・オブ・ジ・アーツに編入し、1994年に卒業する。
以降はベルリンを拠点に、映画・テレビドラマの監督として活動。2014年、映画『ぼくらの家路』が第64回ベルリン国際映画祭コンペティション部門に出品されて、国際的な注目を集める。
2022年、映画『西部戦線異状なし』が第95回アカデミー賞で作品賞など9部門にノミネートされ、国際長編映画賞を受賞したほか、第76回英国アカデミー賞で監督賞と脚色賞を受賞するなど、高い評価を受けた。

## フィルモグラフィ

### 映画
| 年   | 題名                                                | 役割             |
| ---- | --------------------------------------------------- | ---------------- |
| 2014 | ぼくらの家路 Jack                                   | 監督・脚本       |
| 2022 | 西部戦線異状なし Im Westen nichts Neues             | 監督・脚本・製作 |
| 2024 | 教皇選挙 Conclave                                   | 監督・製作総指揮 |
| 2025 | 端くれ賭博人のバラード The Ballad of a Small Player | 監督・制作       |
| TBA  | The Barrier                                         | 監督             |
| TBA  | The Riders                                          | 監督             |

### テレビシリーズ
| 年   | 題名                                     | 役割             | 備考                       |
| ---- | ---------------------------------------- | ---------------- | -------------------------- |
| 2015 | ドイツ1983年 Deutschland 83              | 監督             | ミニシリーズ               |
| 2018 | ザ・テラー The Terror                    | 監督・製作総指揮 | 計3話監督                  |
| 2018 | パトリック・メルローズ Partick Melrose   | 監督             | ミニシリーズ               |
| 2020 | Your Honor/追い詰められた判事 Your Honor | 監督・製作総指揮 | 計3話監督 計10話製作総指揮 |

## 受賞
- 第95回アカデミー賞（2022年）
  - 国際長編映画賞
- 第76回英国アカデミー賞（2022年）
  - 監督賞
  - 脚色賞[6]

- 第94回ナショナル・ボード・オブ・レビュー賞（2022年）
  - 脚色賞[7]
- 第27回サンディエゴ映画批評家協会賞（2022年）
  - 脚色賞[8]

※いずれも『西部戦線異状なし』での受賞。